# Kuwayama striata
Kuwayama striata är en insektsart som beskrevs av Caldwell 1944. Kuwayama striata ingår i släktet Kuwayama och familjen spetsbladloppor. Inga underarter finns listade i Catalogue of Life.